# 알레만 콜로네이로어
알레만 콜로네이로어(스페인어: Alemán Coloniero)는 베네수엘라의 콜로니아 토바르(Colonia Tovar) 마을에서 쓰이는 독일어의 알레만 계통 방언이다. 콜로니아 토바르는 베네수엘라 아라과 주(Aragua)의 비교적 추운 산지에 위치해 있으며 1840년대 바덴 대공국 출신 이주민들이 개척하며 독특한 디아스포라 공동체를 이루었다. 에스파냐어에서 많은 차용어가 들어왔다.

## 같이 보기
- 콜로니아강